# Kyborg

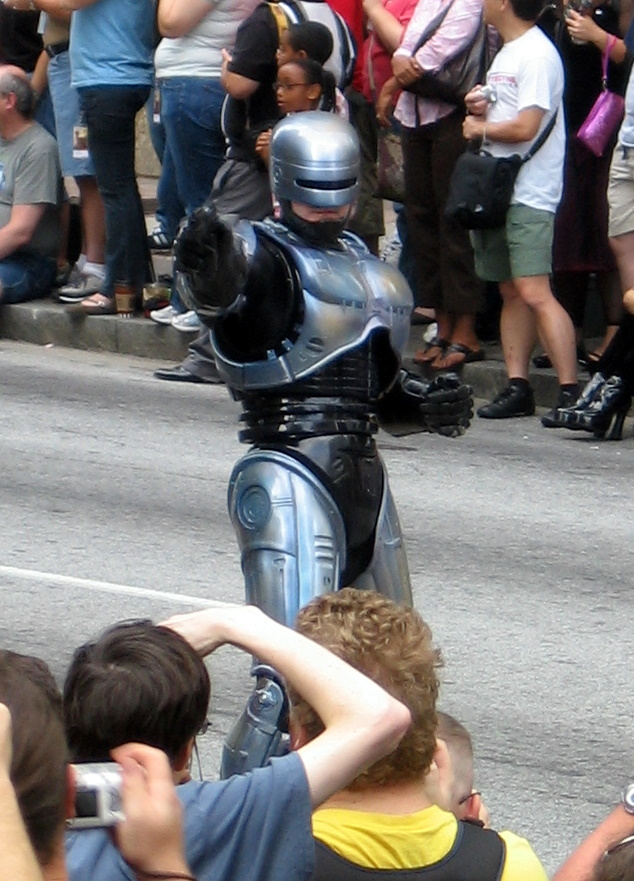
Robocop (cosplay)

Kyborg označuje hybrid biologického organismu a stroje. Většinou se používá k popisu osob, jejichž těla jsou trvale doplněna umělými součástmi. Název je zkratkou (blendem) vzniklou spojením počátků slov „kybernetický organismus“, poprvé ho použili rakousko-australský vědec Manfred Clynes a americký lékař Nathan S. Kline v roce 1960. Protože kyborgové jsou technicky upravenými biologickými formami života, neměli by být zaměňováni s androidy nebo jinými roboty.

## Kyborgové ve fikci
- Borgové – společenství v seriálu Star Trek, jsou vzorovým příkladem organismu ovládnutého technikou. Např. Sedmá z devíti.
- Viliam O´Mara – roboty operovaný muž ze Vzpoury mozků, z komiksu časopisu ABC, byl příkladem chirurgicky ovládnutého člověka pomocí kybernetického zařízení, s omezenou vůlí, zato bez poškození na jinak stále ryze lidském těle.
- Robocop – kyborg vytvořený z tělesných pozůstatků policisty spojených nejmodernější technikou do podoby policisty budoucnosti, u kterého došlo k částečnému potlačení svobodné vůle a k výmazu původních vzpomínek.
- G. I. Joe (Cobra vojáci) – nanotechnologie
- Generál Grievous a Darth Vader (Star Wars)
- Měsíční kroniky – hlavní postava Cinder je rovněž kyborgem
- Frank Boorman – ze série Agent John Francis Kovář
- Nebula a Doctor Octopus – ze světů Marvelu